# Doamna Maria Voichiţa
Doamna Maria Voichiţa, död 1511, var en furstinna av Moldavien genom giftermål med furst Stefan den store. Hon ansågs ha politiskt inflytande på sin make.